# Дорково
До́рково (болг. Дорково) — село в Пазарджицькій області Болгарії. Входить до складу общини Ракитово.

## Населення
За даними перепису населення 2011 року у селі проживали 2774 особи.
Національний склад населення села:
| Національність   | Кількість осіб | Відсоток |
| ---------------- | -------------- | -------- |
| болгари          | 1655           | 88,6%    |
| цигани           | 163            | 8,7%     |
| не визначились   | 17             | 0,9%     |
| Всього відповіли | 1867           |          |

Розподіл населення за віком у 2011 році:
Динаміка населення: